# روديانا
روديانا (بالإندونيسية: Rudiyana)‏ (4 مايو 1992 بباندونغ في إندونيسيا - ) هو لاعب كرة قدم إندونيسي في مركز الهجوم. لعب مع برسيب باندونغ.

## روابط خارجية
- روديانا على موقع قاعدة بيانات كرة القدم.إي يو (الإنجليزية)
- روديانا على موقع Soccerway.com (الإنجليزية)